# Uzunköprü
Uzunköprü là một huyện thuộc tỉnh Edirne, Thổ Nhĩ Kỳ. Huyện có diện tích 1213 km² và dân số thời điểm năm 2007 là 70977 người, mật độ 59 người/km².